# 道の駅龍神
道の駅龍神（みちのえき りゅうじん）は、和歌山県田辺市龍神村龍神にある国道371号の道の駅である。名称は、合併前の所在地が龍神村であったことによる。

## 施設
- 駐車場
  - 普通車：25台
  - 大型車：3台
  - 身障者用駐車場：1台
- トイレ
  - 男：大・小7
  - 女：6
  - 身障者用：2
- 公衆電話
- 休憩コーナー
- 情報コーナー
- 観光案内コーナー
- お土産コーナー
- 喫茶・お食事コーナー
- ウッディプラザ木族館

### 管理団体
- 龍神村森林組合

## 休館日
- 毎週水曜日（12 - 3月）
- 年末年始（12月29日 - 1月1日）

## アクセス
- 国道371号 - 登録路線

## 周辺
- 日高川
- 龍神温泉